# Gear acquisition syndrome
Pour les articles homonymes, voir GAS.

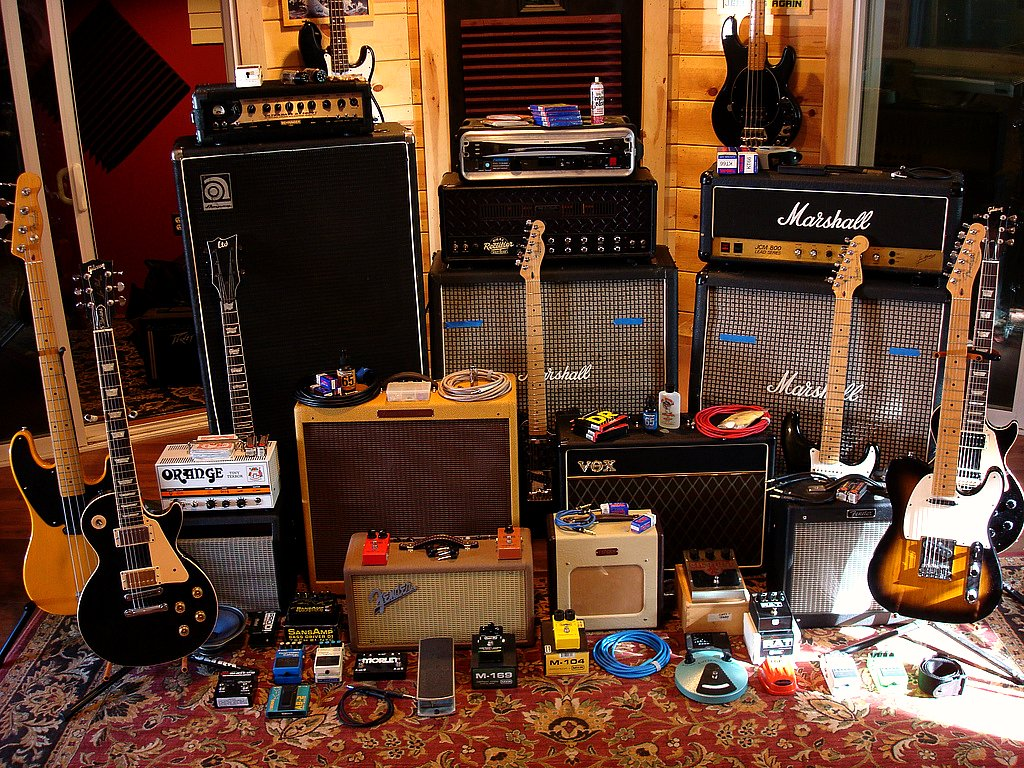
Collection de guitares électriques, basse, amplis et pédales d'effet.

Souvent écrit GAS ou G.A.S., vient de l'anglais : Gear Acquisition Syndrome (syndrome d'acquisition de matériel). Le GAS désigne un phénomène qui pousse un consommateur (par exemple photographe ou musicien) à acheter de manière compulsive du matériel. Les crises de GAS peuvent porter sur tout type de matériel : appareil photo, objectifs, pédales d'effet, amplis ou guitares en fonction des finances de la personne concernée. Cela peut porter sur du matériel dont la personne n'a même pas besoin, voire la forcer à acheter en dépit d'une situation financière déjà difficile.